# Москера, Хуан Давид
Хуа́н Дави́д Моске́ра Ло́пес (исп. Juan David Mosquera López; род. 5 сентября 2002, Кали) — колумбийский футболист, защитник клуба «Портленд Тимберс».

## Клубная карьера
Москера — воспитанник клубов «Карлос Сармьенто Лора» и «Индепендьенте Медельин». 7 февраля 2020 года в матче против «Патриотас Бояка» он дебютировал в Кубке Мустанга в составе последнего. В своём дебютном сезоне Москера помог команде завоевать Кубок Колумбии. 20 марта 2022 года в поединке против «Америки Кали» Хуан забил свой первый гол за «Индепендьенте Медельин». Летом 2022 года Москера перешёл в американский «Портленд Тимберс». 18 сентября в матче против «Колумбус Крю» он дебютировал в MLS. 

## Международная карьера
В 2019 году в составе юношеской сборной Колумбии Москера принял участие в юношеском чемпионате Южной Америки в Перу. На турнире он сыграл в матчах против команд Аргентины и Уругвая. 

## Достижения
Клубные
 «Индепендьенте Медельин»
- Обладатель Кубка Колумбии — 2020